# Nowy Szelków
Nowy Szelków – wieś sołecka w Polsce położona w województwie mazowieckim, w powiecie makowskim, w gminie Szelków.
Według administracji kościelnej miejscowość przynależy do rzymskokatolickiej parafii  św. Szymona i Judy Tadeusza Apostołów w Szelkowie.
W latach 1975–1998 miejscowość administracyjnie należała do województwa ostrołęckiego.